# Savy (Aisne)
Pour les articles homonymes, voir Savy.
Savy est une commune française située dans le département de l'Aisne, en région Hauts-de-France.

## Géographie
| Attilly    | Holnon | Francilly-Selency   |
| Etreillers | Savy   | Dallon              |
|            | Roupy  | Fontaine-les-Clercs |

### Hydrographie
La commune est située dans le bassin Artois-Picardie. Elle n'est drainée par aucun cours d'eau.

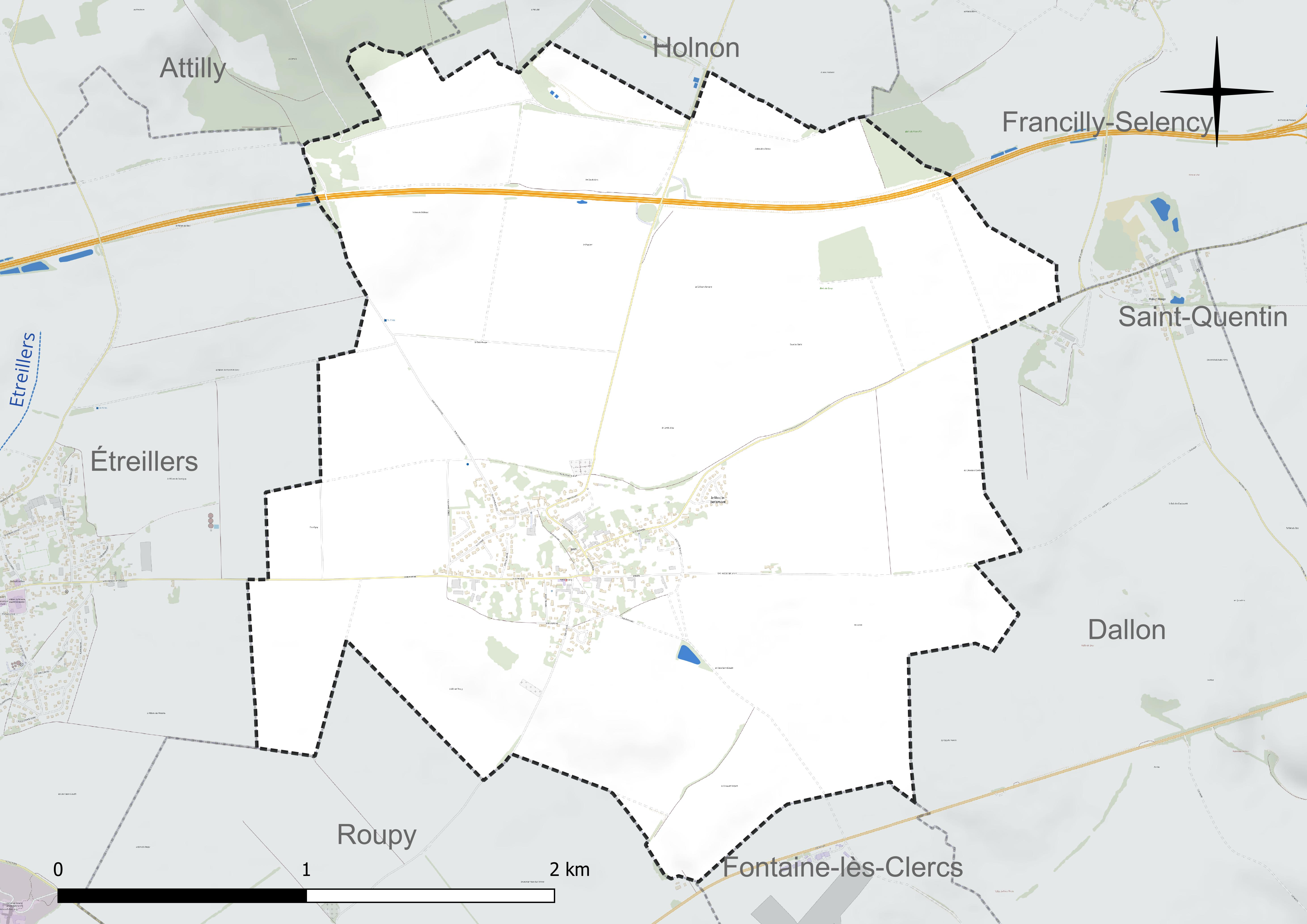
Réseau hydrographique de Savy.

### Climat
Pour des articles plus généraux, voir Climat des Hauts-de-France et Climat de l'Aisne.
En 2010, le climat de la commune est de type climat océanique dégradé des plaines du Centre et du Nord, selon une étude du CNRS s'appuyant sur une série de données couvrant la période 1971-2000. En 2020, Météo-France publie une typologie des climats de la France métropolitaine dans laquelle la commune est exposée à un climat océanique et est dans la région climatique Nord-est du bassin Parisien, caractérisée par un ensoleillement médiocre, une pluviométrie moyenne régulièrement répartie au cours de l'année et un hiver froid (3 °C).
Pour la période 1971-2000, la température annuelle moyenne est de 10,2 °C, avec une amplitude thermique annuelle de 14,9 °C. Le cumul annuel moyen de précipitations est de 709 mm, avec 11,4 jours de précipitations en janvier et 8,9 jours en juillet. Pour la période 1991-2020, la température moyenne annuelle observée sur la station météorologique la plus proche, située sur la commune de Fontaine-lès-Clercs à 3 km à vol d'oiseau, est de 10,8 °C et le cumul annuel moyen de précipitations est de 683,4 mm,. Pour l'avenir, les paramètres climatiques de la commune estimés pour 2050 selon différents scénarios d'émission de gaz à effet de serre sont consultables sur un site dédié publié par Météo-France en novembre 2022.

## Urbanisme

### Typologie
Au 1er janvier 2024, Savy est catégorisée commune rurale à habitat dispersé, selon la nouvelle grille communale de densité à 7 niveaux définie par l'Insee en 2022.
Elle est située hors unité urbaine. Par ailleurs la commune fait partie de l'aire d'attraction de Saint-Quentin, dont elle est une commune de la couronne,. Cette aire, qui regroupe 120 communes, est catégorisée dans les aires de 50 000 à moins de 200 000 habitants,.

### Occupation des sols
L'occupation des sols de la commune, telle qu'elle ressort de la base de données européenne d'occupation biophysique des sols Corine Land Cover (CLC), est marquée par l'importance des territoires agricoles (90,7 % en 2018), une proportion sensiblement équivalente à celle de 1990 (90,2 %). La répartition détaillée en 2018 est la suivante : 
terres arables (87,8 %), zones urbanisées (8,9 %), zones agricoles hétérogènes (2,9 %), forêts (0,4 %).
L'évolution de l'occupation des sols de la commune et de ses infrastructures peut être observée sur les différentes représentations cartographiques du territoire : la carte de Cassini (XVIIIe siècle), la carte d'état-major (1820-1866) et les cartes ou photos aériennes de l'IGN pour la période actuelle (1950 à aujourd'hui).

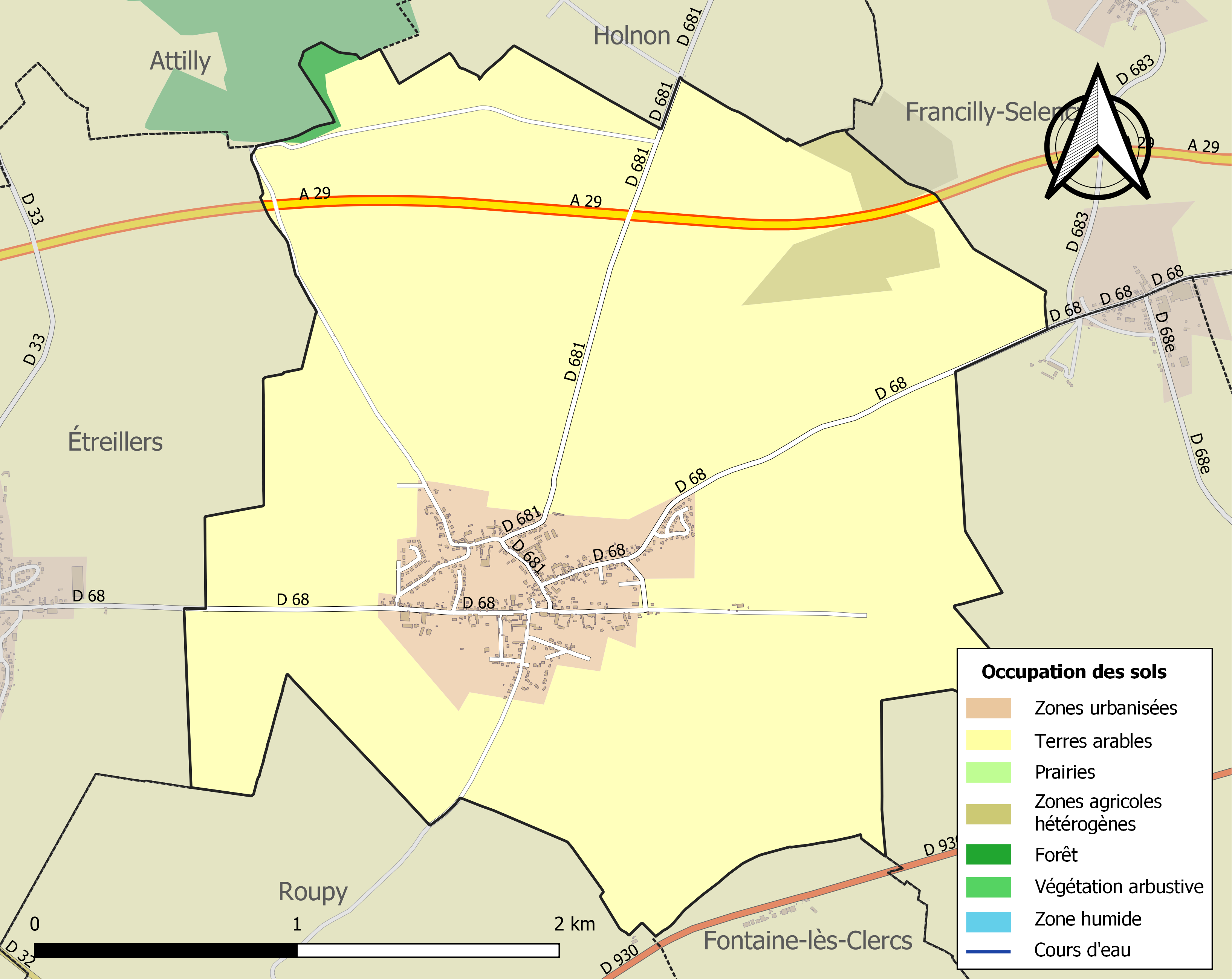
Carte de l'occupation des sols de la commune en 2018 (CLC).

## Toponymie
Le nom de la localité est attesté sous les formes Saviacus (1133) ; Savi (1189) ; Savye (1690) ; Savy-les-Pierpont (1754).

## Politique et administration

### Découpage territorial
La commune de Savy est membre de la communauté de communes du Pays du Vermandois, un établissement public de coopération intercommunale (EPCI) à fiscalité propre créé le 31 décembre 1993 dont le siège est à Bellicourt. Ce dernier est par ailleurs membre d'autres groupements intercommunaux.
Sur le plan administratif, elle est rattachée à l'arrondissement de Saint-Quentin, au département de l'Aisne et à la région Hauts-de-France. Sur le plan électoral, elle dépend du  canton de Saint-Quentin-1 pour l'élection des conseillers départementaux, depuis le redécoupage cantonal de 2014 entré en vigueur en 2015, et de la deuxième circonscription de l'Aisne  pour les élections législatives, depuis le dernier découpage électoral de 2010.

### Administration municipale
| Période                                  | Période                       | Identité              | Étiquette | Qualité                                                 |
| ---------------------------------------- | ----------------------------- | --------------------- | --------- | ------------------------------------------------------- |
| Les données manquantes sont à compléter. |                               |                       |           |                                                         |
| ?                                        | en cours en 1871, 75 & 76     | M.Carpeza             |           |                                                         |
| mars 2001                                | mai 2020                      | Marie-Hélène Jeanjean | DVG       | Professeure des écoles Réélue pour le mandat 2014-2020, |
| mai 2020                                 | En cours (au 13 juillet 2020) | Yannick Humain        |           |                                                         |

## Démographie
L'évolution du nombre d'habitants est connue à travers les recensements de la population effectués dans la commune depuis 1793. Pour les communes de moins de 10 000 habitants, une enquête de recensement portant sur toute la population est réalisée tous les cinq ans, les populations de référence des années intermédiaires étant quant à elles estimées par interpolation ou extrapolation. Pour la commune, le premier recensement exhaustif entrant dans le cadre du nouveau dispositif a été réalisé en 2006.

En 2022, la commune comptait 612 habitants, en stagnation par rapport à 2016 (Aisne : −1,97 %, France hors Mayotte : +2,11 %).
| 1793 | 1800 | 1806 | 1821 | 1831 | 1836 | 1841 | 1846 | 1851 |
| ---- | ---- | ---- | ---- | ---- | ---- | ---- | ---- | ---- |
| 750  | 698  | 791  | 996  | 876  | 885  | 809  | 829  | 846  |

| 1856 | 1861 | 1866 | 1872 | 1876 | 1881 | 1886 | 1891 | 1896 |
| ---- | ---- | ---- | ---- | ---- | ---- | ---- | ---- | ---- |
| 802  | 791  | 761  | 747  | 711  | 682  | 674  | 614  | 650  |

| 1901 | 1906 | 1911 | 1921 | 1926 | 1931 | 1936 | 1946 | 1954 |
| ---- | ---- | ---- | ---- | ---- | ---- | ---- | ---- | ---- |
| 591  | 596  | 548  | 325  | 427  | 427  | 438  | 413  | 414  |

| 1962 | 1968 | 1975 | 1982 | 1990 | 1999 | 2006 | 2011 | 2016 |
| ---- | ---- | ---- | ---- | ---- | ---- | ---- | ---- | ---- |
| 480  | 484  | 560  | 723  | 702  | 704  | 641  | 602  | 612  |

| 2021 | 2022 | - | - | - | - | - | - | - |
| ---- | ---- | - | - | - | - | - | - | - |
| 609  | 612  | - | - | - | - | - | - | - |

## Lieux et monuments
- Église Saint-Martin de Savy.
- Monument aux morts.
- Des croix.
- Ancienne gare située sur la ligne de Saint-Quentin à Ham.
- L'ancienne gare commune à Holnon et Savy, située sur la ligne de Vélu-Bertincourt à Saint-Quentin en fonction de 1880 à 1955.

- Le cimetière militaire britannique de la Commonwealth War Graves Commission.

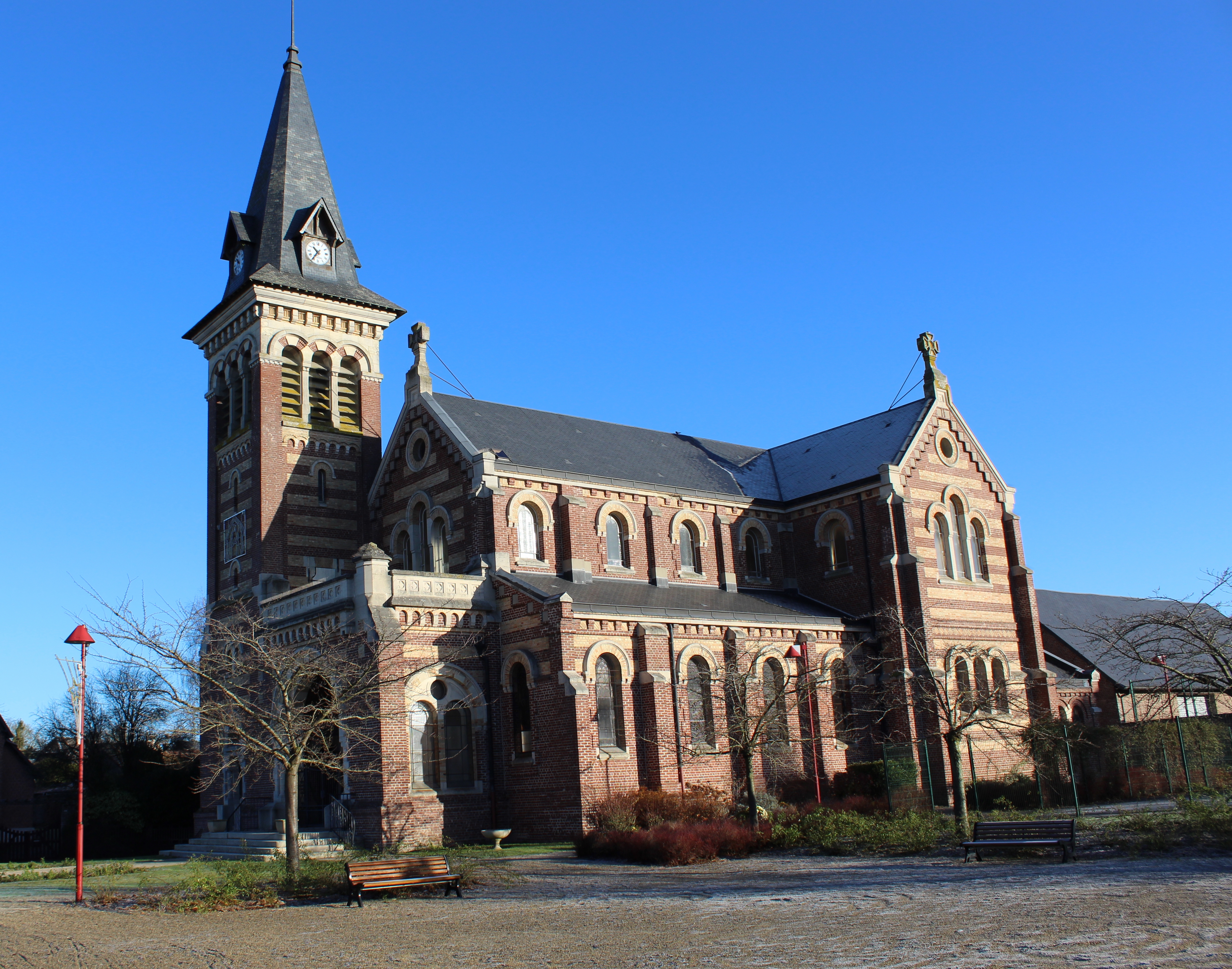
Église Saint-Martin.
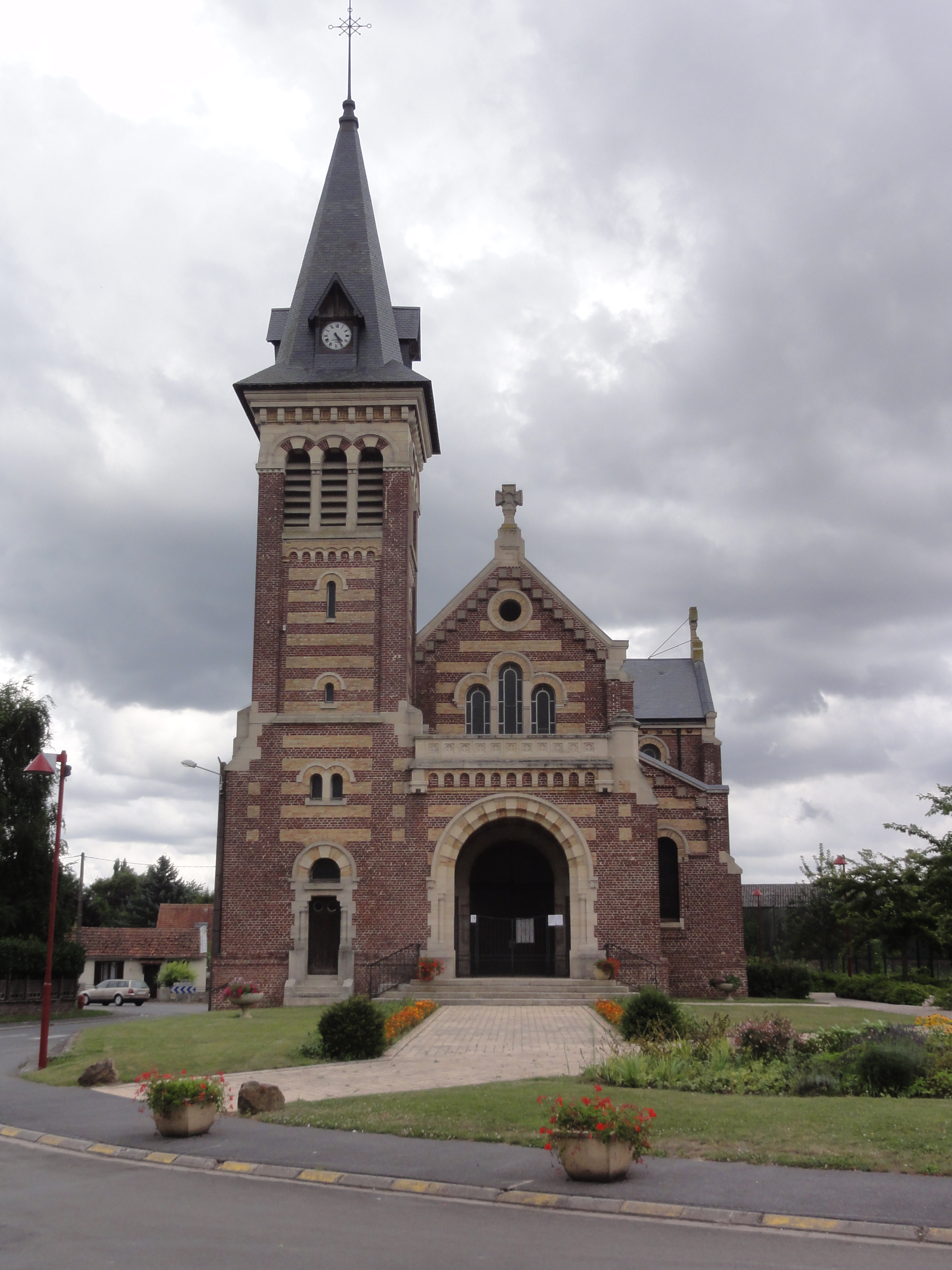
Église Saint-Martin.
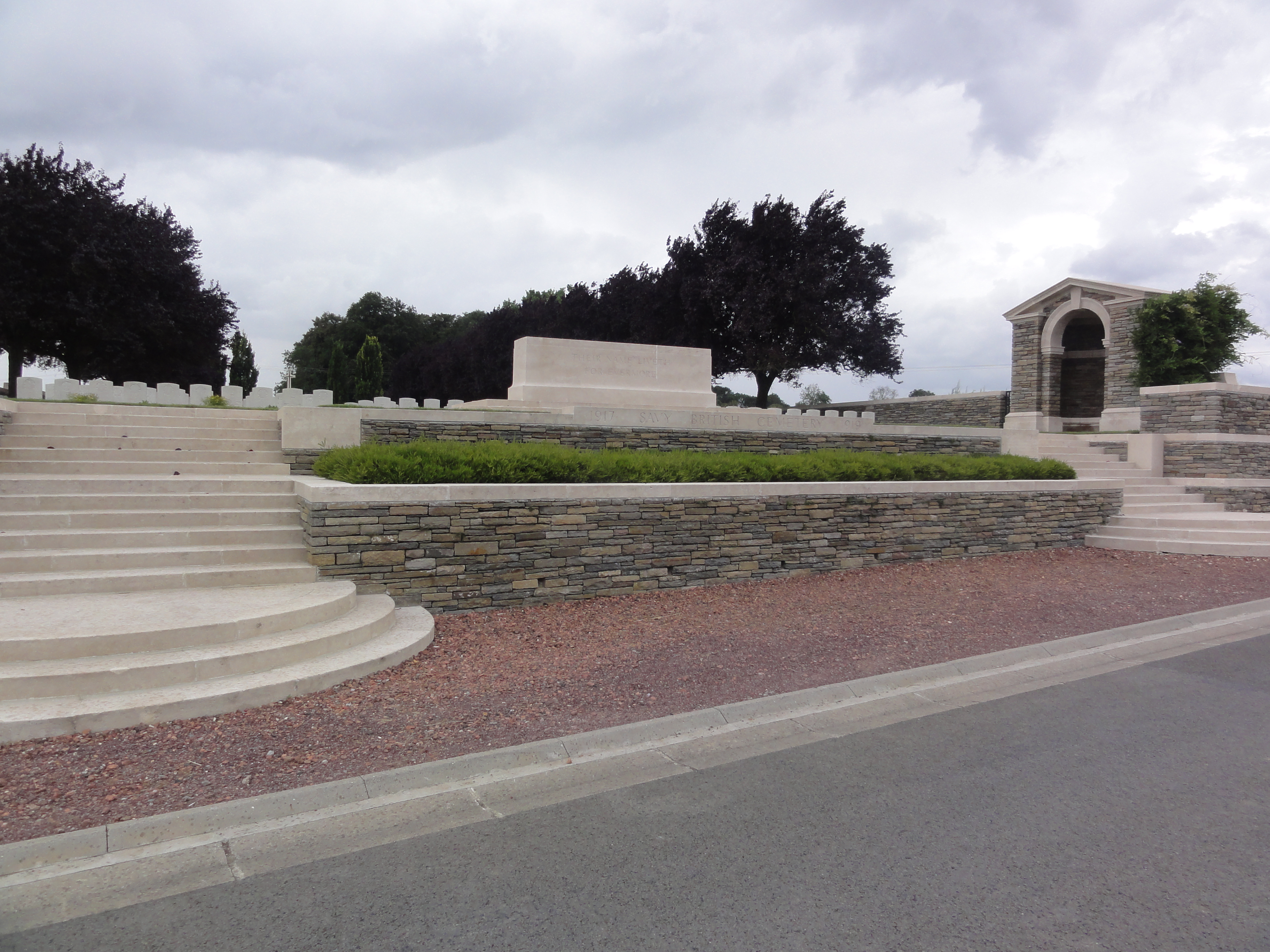
Savy British Cemetery.
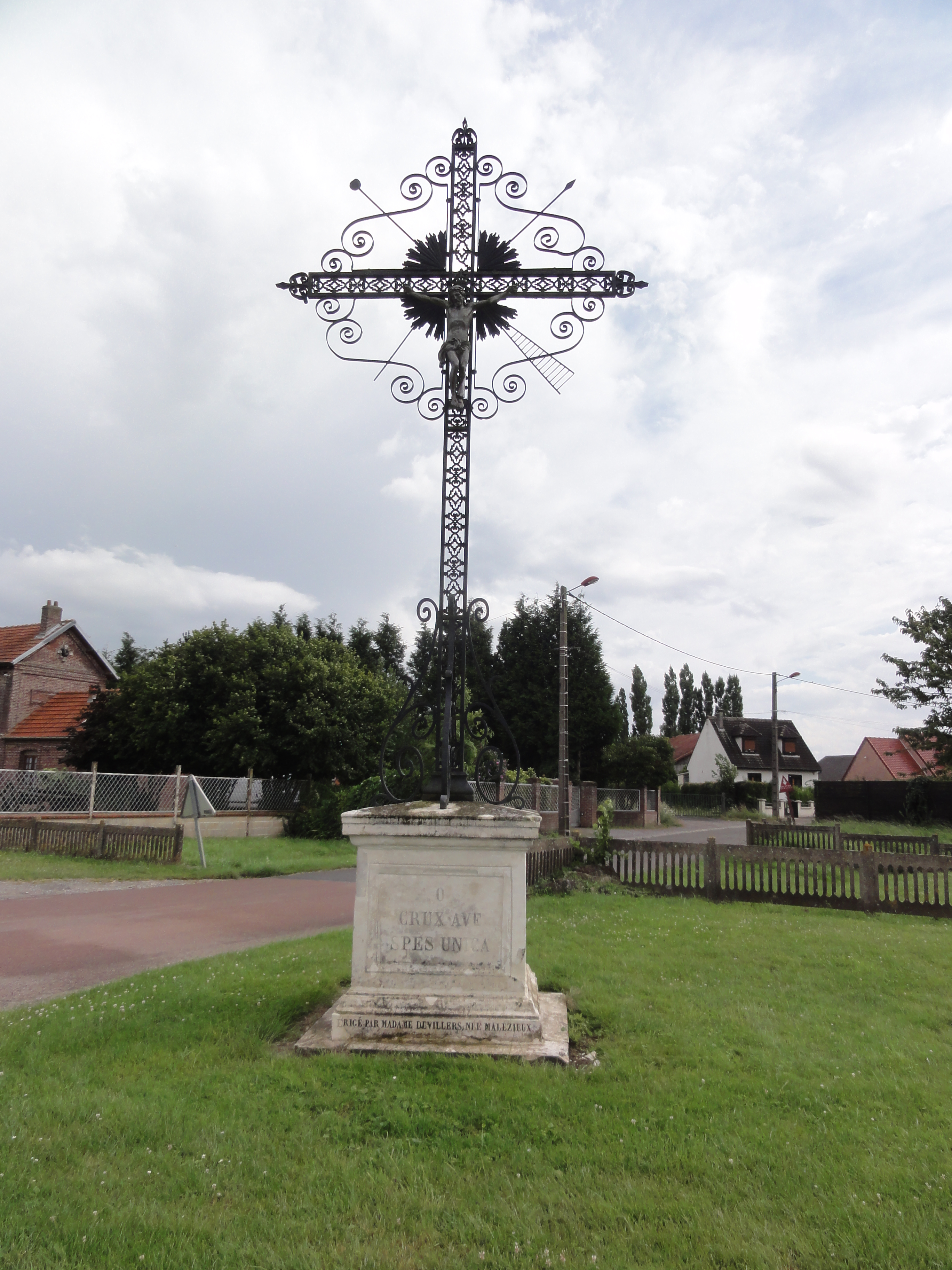
Croix avec les attributs de la Passion du Christ.
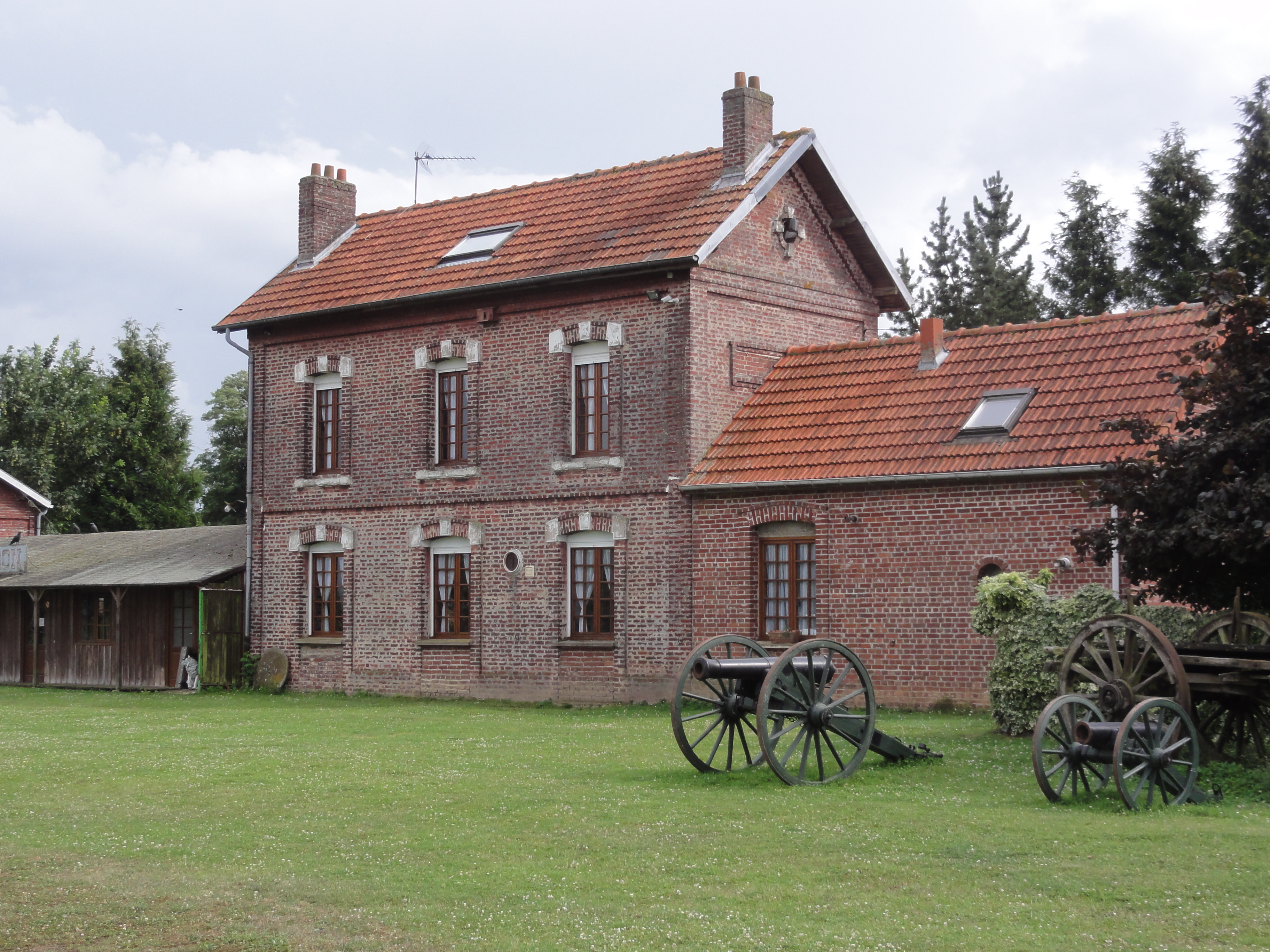
L'ancienne gare.